# Charles Philipp Theremin
Charles Philipp Theremin (* 5. Januar 1837 in Vandœuvres; † 7. Februar 1924 in Bad Salzig) war ein preußischer Generalleutnant und Kommandeur der 16. Feld-Artilleriebrigade.

## Leben

### Herkunft
Die Familie Theremin stellte eine ganze Reihe hugenottischer Geistlicher deren Ahnherr Chepas Theremin 1545 in Genf noch von Calvin persönlich ordiniert wurde. Einige Mitglieder der Familie kamen auch nach Brandenburg-Preußen, so war Louis Frederic Francois Theremin (1780–1846) Prediger an der Friedrichswerder Kirche.
Seine Eltern waren der Prediger Pierre-François (Franz) Theremin (* 17. September 1803; † 8. Mai 1883) und dessen Ehefrau Emma Laget († 19. Juli 1885).

### Werdegang
Er erhielt seine Schulbildung auf dem Gymnasium in Genf. Anschließend ging er in preußische Dienste wurde am 27. Dezember 1854 Kanonier in der 2. Festungskompanie des 4. Artillerieregiments. Dort wurde er am 22. September 1855 zum Bombardier und am 2. Februar 1856 zum Portepeefähnrich. Anschließend war er vom 1. Oktober 1855 bis zum 30. Juni 1858 an die Vereinigte Artillerie- und Ingenieurschule abkommandiert. In dieser Zeit wurde er am 27. Oktober 1856 zum Seconde-Lieutenant befördert.

Am 19. Oktober 1858 wurde er dann zum Artillerieoffizier ernannt und vom 1. Oktober 1861 bis zum 30. September 1862 an die Reitschule nach Schwedt abkommandiert. Am 18. April 1865 kam er dann als Premier-Lieutenant in die 2. Artilleriebrigade. Während des Deutschen Krieges kämpfte er bei Gitschin und Königgrätz. Dafür erhielt er am 20. September 1866 den Roten Adlerorden 4. Klasse mit Schwertern. Vom 26. Februar bis zum 30. Juni 1862 war er zur Artillerieschule abkommandiert, danach kam er am 14. Mai 1868 als Hauptmann in das 4. Artillerieregiment. Im Vorfeld des Deutsch-Französischen Krieges wurde er am 16. Juni 1870 zum Kommandeur der reitenden Ersatzbatterie ernannt. Aber am 15. August 1870 kam er als Kommandeur zur schweren Reserve-Feldbatterie des IV. Armeekorps und am 7. Oktober 1870 als Kommandeur zur 2. reitenden Batterie, wo er am 6. November 1870 Batteriechef wurde. Während des Feldzuges kämpfte er bei Heiteren bei Neu-Breisach und Marolles sowie der Belagerung von Paris. Dafür erhielt er am 1. März 1871 das Eiserne Kreuz 2. Klasse.
Er sprach Französisch wie seine Muttersprache, war in diplomatischen Kreisen gerne gesehen außerdem war er ein Kenner der französischen Armee und des französischen Volkes. So kam es, dass er nach dem Krieg am 10. August 1872 als 2. Offizier an die Botschaft nach Paris abkommandiert wurde. Unter Belassung seiner Stellung wurde er am 11. Januar 1873 in das Feld-Artillerieregiment Nr. 4 aggregiert. Ebenfalls unter Belassung seines Kommandos wurde er am 22. Juni 1876 zum Major befördert und in das Feld-Artillerieregiment Nr. 27 versetzt. Aber am 8. Juni 1876 wurde er von seinem Kommando entbunden und in das Feld-Artillerieregiment Nr. 10 versetzt, dort wurde er am 17. Oktober 1878 zum Kommandeur der reitenden Abteilung ernannt. Für seine Tätigkeit in Frankreich erhielt er den Orden der französischen Ehrenlegion 4. Klasse. Am 11. Dezember 1883 stieg er zum Oberstleutnant auf. Am 11. Juni 1886 wurde er dann mit der Führung des Feld-Artillerieregiments Nr. 8 beauftragt und dazu à la suite des Regiments gestellt. Am 18. Juni 1887 wurde er als Kommandeur bestätigt und dazu am 14. Mai 1887 zum Oberst befördert. Anschließend wurde er am 17. Januar 1890 als Generalmajor und Kommandeur in die 16. Feld-Artilleriebrigade versetzt. Er erhielt am 17. Januar 1892 den Roten Adlerorden 2. Klasse mit Eichenlaub und wurde dann am 17. November 1892 mit dem Charakter als Generalleutnant sowie einer Pension zur Disposition gestellt. Er starb am 7. Februar 1924 in Bad Salzig.

### Familie
Theremin heiratete am 7. April 1875 in Vandoeuvres bei Genf Adele Binet (* 1845; † 4. Oktober 1884). Das Paar hatte mehrere Kinder:
- Augusta (* 20. Januar 1876) ⚭ 29. September 1906 in Kassel Friedrich August Eugen von Bloedau (* 9. März 1871)
- Marie Luise Henriette (* 26. November 1880; † 1958) ⚭ 1900 Frederic von Rosenberg (1874–1937)[3]